# 6.25 전쟁의 공중전
6.25 전쟁의 공중전은 6.25 전쟁 당시 벌어졌던 공중전을 가리킨다. 조선인민군 공군은 소련으로부터 공군 조종사를 양성받고 소련제 비행기를 운용했다. 조선인민군 공군은 1950년 6월 대한민국을 침략할 때 일류신 Il-10과 야코블레프 Yak-9를 주력 전투기로 사용했고 다치가와 Ki-54를 수송기로 사용했다. 유엔군은 제2차 세계 대전 당시 사용하던 노스아메리칸 F-82 트윈 머스탱과 P-51 머스탱, 그리고 막 미국 공군에 배치된 최신형 제트 전투기 록히드 P-80 슈팅스타와 F9F 팬서 등을 사용해 조선인민군 공군에 대적했다. 양측은 수원비행장에서 처음으로 공중전을 벌였고, 이후 유엔군 공군은 조선인민군 공군의 전투력을 저하하기 위해 북한 지역의 비행장을 폭격하기 시작했다. 1950년 9월 인천 상륙 작전으로 전세가 유엔군에 역전되면서 조선인민군 공군은 제공권을 완전히 잃게 되었다.
1950년 10월 중국인민지원군이 압록강을 넘어 6.25 전쟁에 참전하고, 조선인민군 공군에 미코얀구레비치 MiG-15가 들어오기 시작하면서 유엔군과 공산군 간의 제공권 싸움이 다시 시작되었다. 유엔군 폭격기가 MiG-15의 표적이 되면서 유엔군 공군이 피해를 입기 시작했고, 유엔군이 보유하고 있던 프로펠러 전투기들은 구식이 되었다. 유엔 사령부는 MiG-15에 대응하기 위해 1951년 급하게 노스아메리칸 F-86 세이버를 한반도에 투입했다. 1951년부터 양측은 북한 서북부 압록강과 그 주변 지역에서 치열하게 공중전을 벌였다. 이 와중에 1951년 12월 순천 항공전에서 오스트레일리아 왕립공군 제77편대 소속 글로스터 미티어가 소련군이 조종하는 MiG-15에 격추되기도 했다. 유엔군 공군은 조선인민군 공군과 소련 및 중화인민공화국 공군의 전투력을 저하하기 위해 북한에 대한 폭격을 강화했다. 1953년까지 양측은 MiG 골목에서 서로 공중전을 벌이는 한편, 유엔군 공군의 폭격기를 공산군 제트 전투기들이 가로채 격추하는 상황도 빈번하게 발생했다.
6.25 전쟁의 공중전은 다양한 기록을 남겼다. 이 공중전은 세계 역사상 최초로 제트 전투기끼리 붙은 공중전이며, 전쟁 이후 양측이 새로운 전투기를 개발하게 되는 계기를 제공하기도 했다. 6.25 전쟁 공중전 중후반에 등장한 미코얀구레비치 MiG-15와 F-86 세이버는 성능을 입증받아 개량형과 후속형이 탄생했다.